# شحتول
شحتول هي قرية لبنانية من قرى قضاء كسروان في محافظة جبل لبنان. وتبعد عن بيروت 32 كم شمالا. ترتفع مسافة 930 م فوق مستوى سطح البحر، وهي مقصد للتخييم. هي مسقط رأس والد الكاتبة مي زيادة.